# Silas Mainville Burroughs

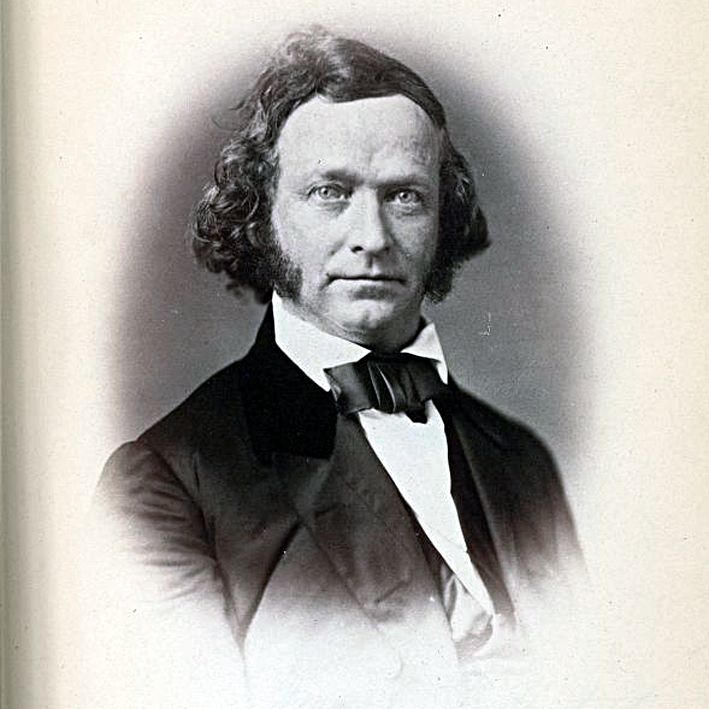
Silas Mainville Burroughs (1859)

Silas Mainville Burroughs (* 16. Juli 1810 in Ovid, Seneca County, New York; † 3. Juni 1860 in Medina, New York) war ein US-amerikanischer Politiker. Zwischen 1857 und 1860 vertrat er den Bundesstaat New York im US-Repräsentantenhaus.

## Werdegang
Silas Burroughs besuchte vorbereitende Schulen. 1835 wurde er bei der Verwaltung der Gemeinde Medina im Orleans County angestellt. Im Jahr 1836 sowie nochmals von 1839 bis 1843 war er als Village Trustee Ortsvorsteher dieser Kommune. Nach einem Jurastudium und seiner 1840 erfolgten Zulassung als Rechtsanwalt begann er in Medina in diesem Beruf zu arbeiten. Zwischen 1845 und 1847 war er dort erneut Ortsvorsteher. Gleichzeitig fungierte er auch als juristischer Vertreter des Ortes. Burroughs war auch Mitglied der Staatsmiliz von New York. Zwischen 1848 und 1858 bekleidete er dort den Rang eines Brigadegenerals. In den Jahren 1837, 1850, 1851 und 1853 saß er als Abgeordneter in der New York State Assembly.
In den 1850er Jahren schloss sich Burroughs der damals gegründeten Republikanischen Partei an. Bei den Kongresswahlen des Jahres 1856 wurde er im 31. Wahlbezirk von New York in das US-Repräsentantenhaus in Washington, D.C. gewählt, wo er am 4. März 1857 die Nachfolge von Thomas T. Flagler antrat. Nach einer Wiederwahl konnte er bis zu seinem Tod am 3. Juni 1860 im Kongress verbleiben. Diese Zeit war von den Ereignissen im Vorfeld des Bürgerkrieges geprägt.